# ホーフガルテン (ミュンヘン)

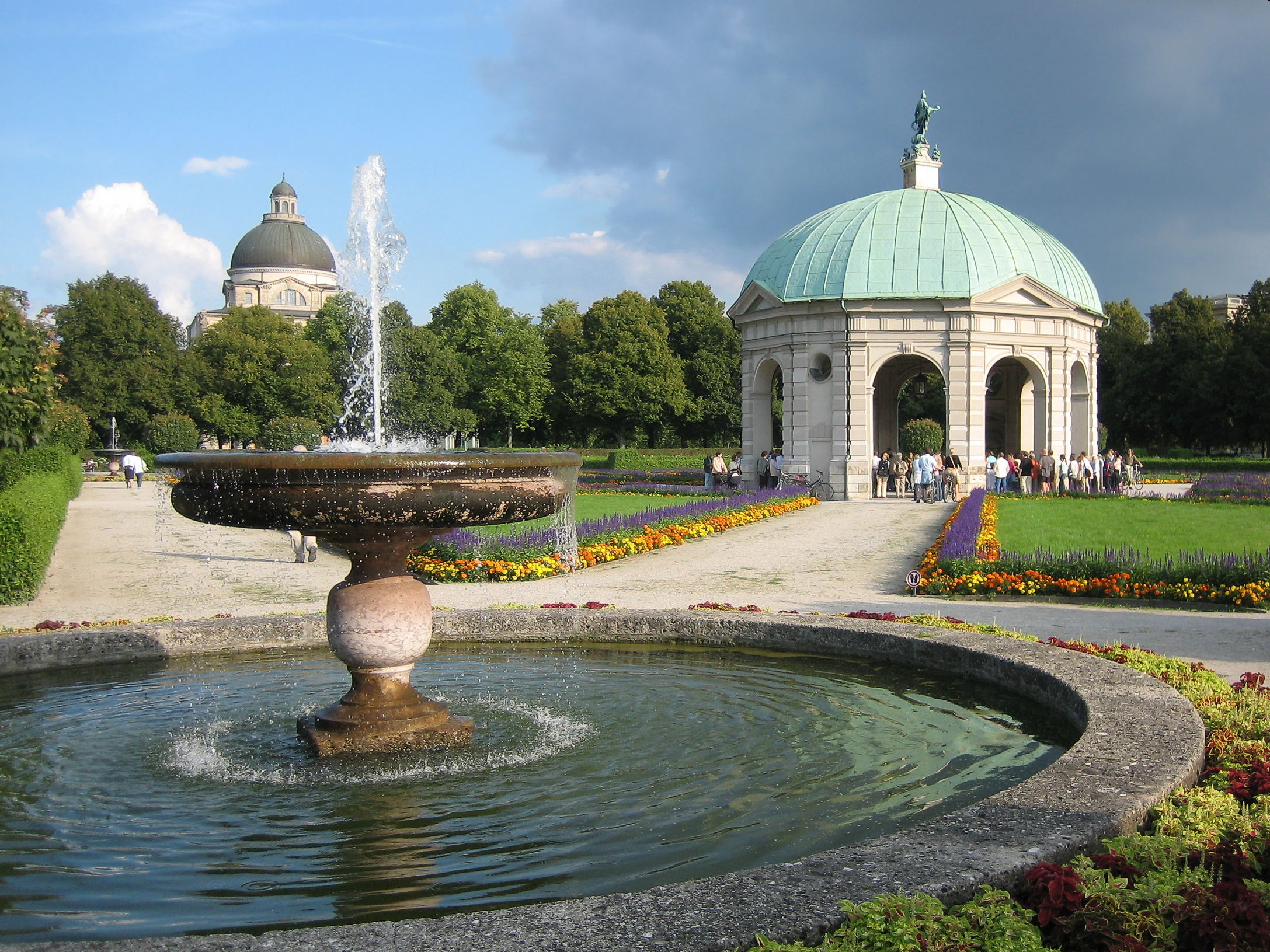
ミュンヘンのホーフガルテン

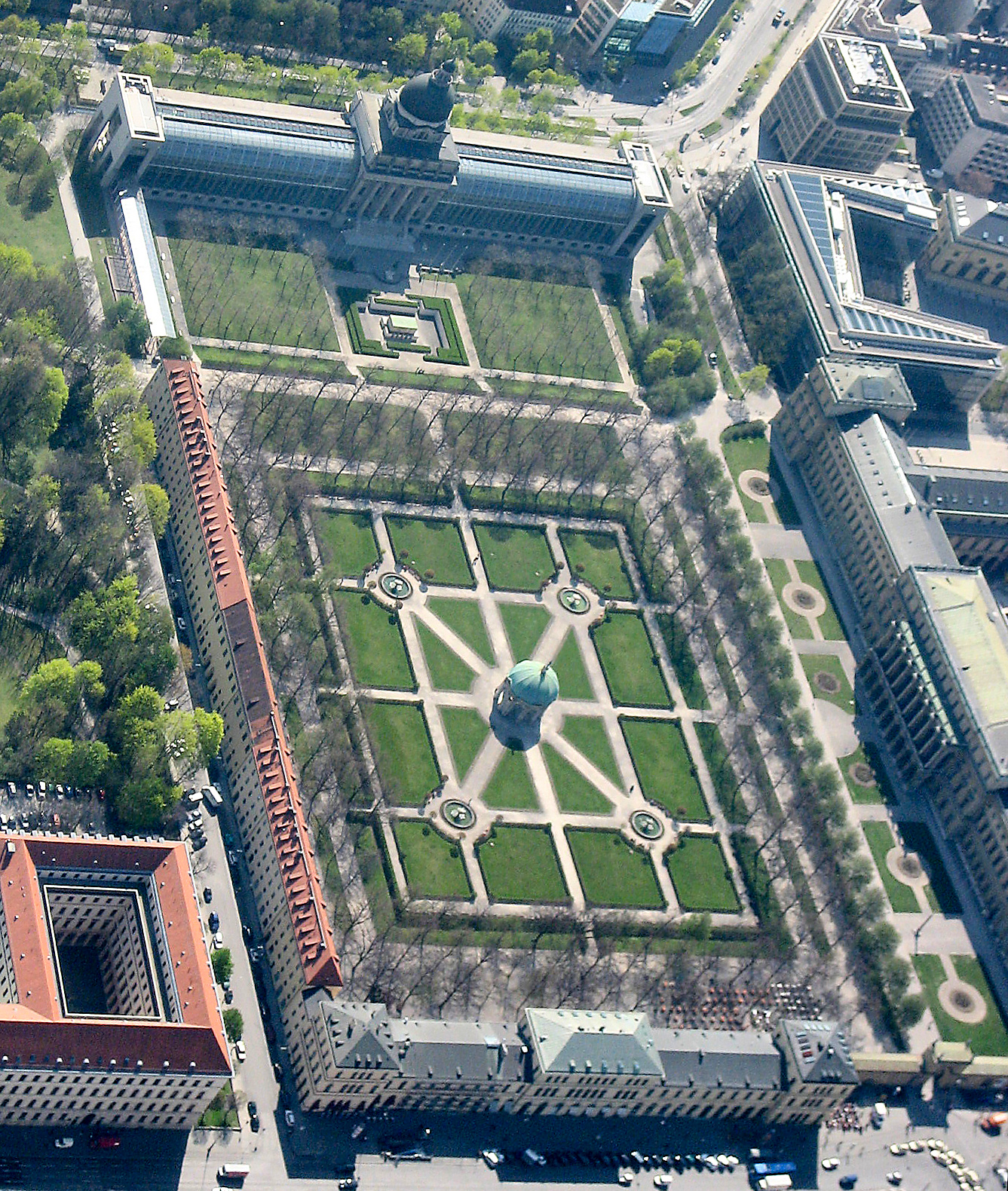
庭園の鳥瞰写真。庭園東側（写真上方）にはバイエルン州政府内閣官房の建物が見える。

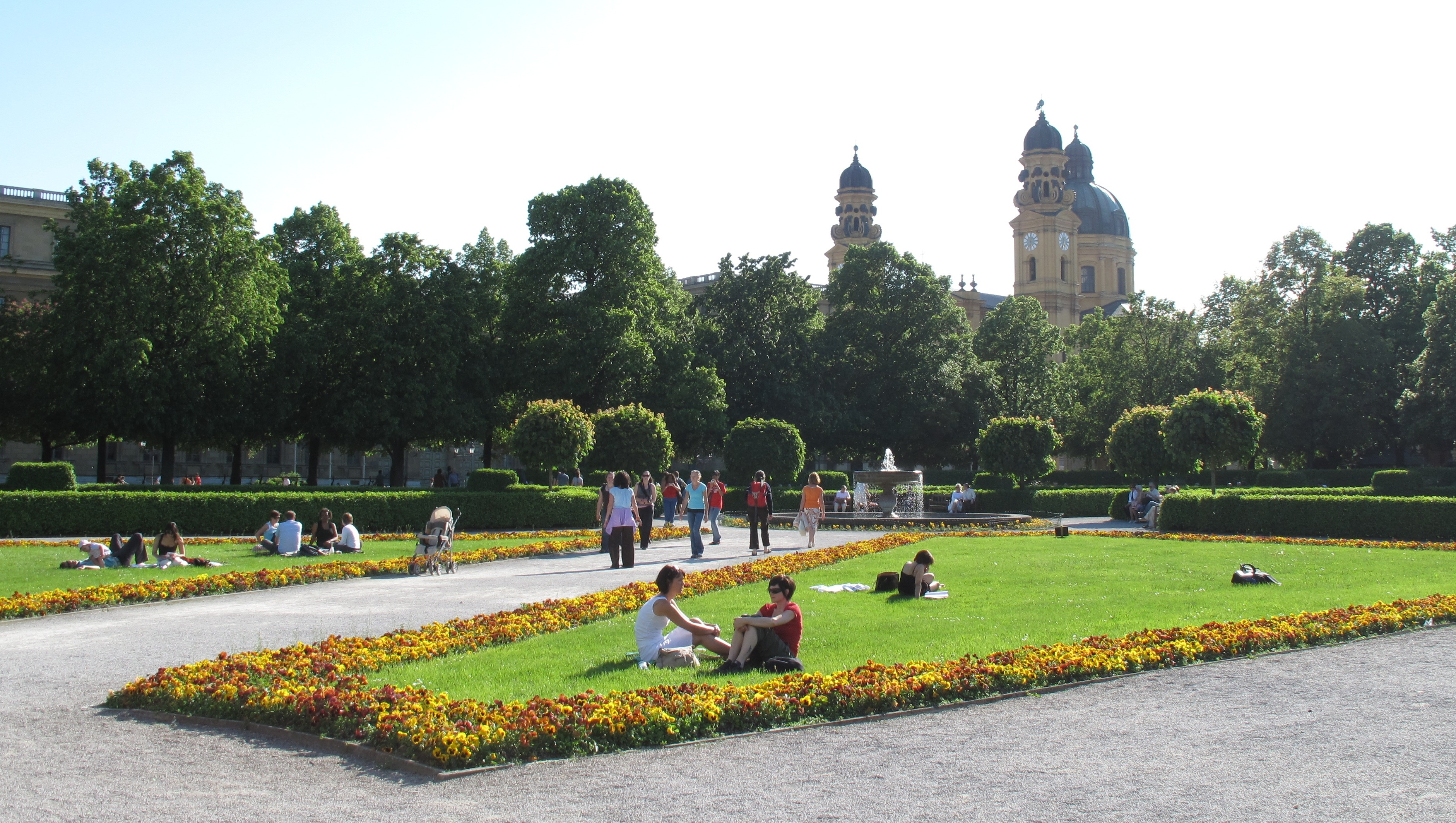
ホーフガルテンからテアーティナー教会を望む

ホーフガルテン (Hofgarten) はドイツのミュンヘン市中心部、英国式庭園とミュンヘン宮殿の間に位置するバロック式庭園。名称はドイツ語で「王宮付属庭園」の意。

## 歴史
この庭園は、1613年から1617年にかけて、バイエルン選帝侯マクシミリアン1世の命によりイタリア様式のルネサンス庭園として造園が計画された。バイエルン王宮の付属庭園であり、1807年から1905年までの間は庭園の東側に王宮庭園付兵営が置かれていた。1853年には宮廷付き造園家のカール・エフナー・ゼーニオールによって改修工事がなされている。
第二次世界大戦の戦禍を被ってホーフガルテンは荒廃した。戦後、庭園の再造園をめぐって、19世紀中頃に出たものの実現しなかった案である英国式果樹風景庭園にするか、それとも17世紀に造られたオリジナルを復元するかで意見が分かれた。結局、カール・エフナーによる1853年の王宮付き庭園としての改修工事案に基づきながら、一部に19世紀中頃の典型的な造園区画を設けることで全体が整備された。
今日では一般に開放され、市民憩いの人気スポットとなっている。

## 庭園のつくり
庭園の正面入口は、テアーティナー教会のすぐそばのホーフガルテン門で、1816年に建てられたこの門は、建築家のレオ・フォン・クレンツェによるミュンヘンで最初の建築作品であった。

### ディアナ園亭

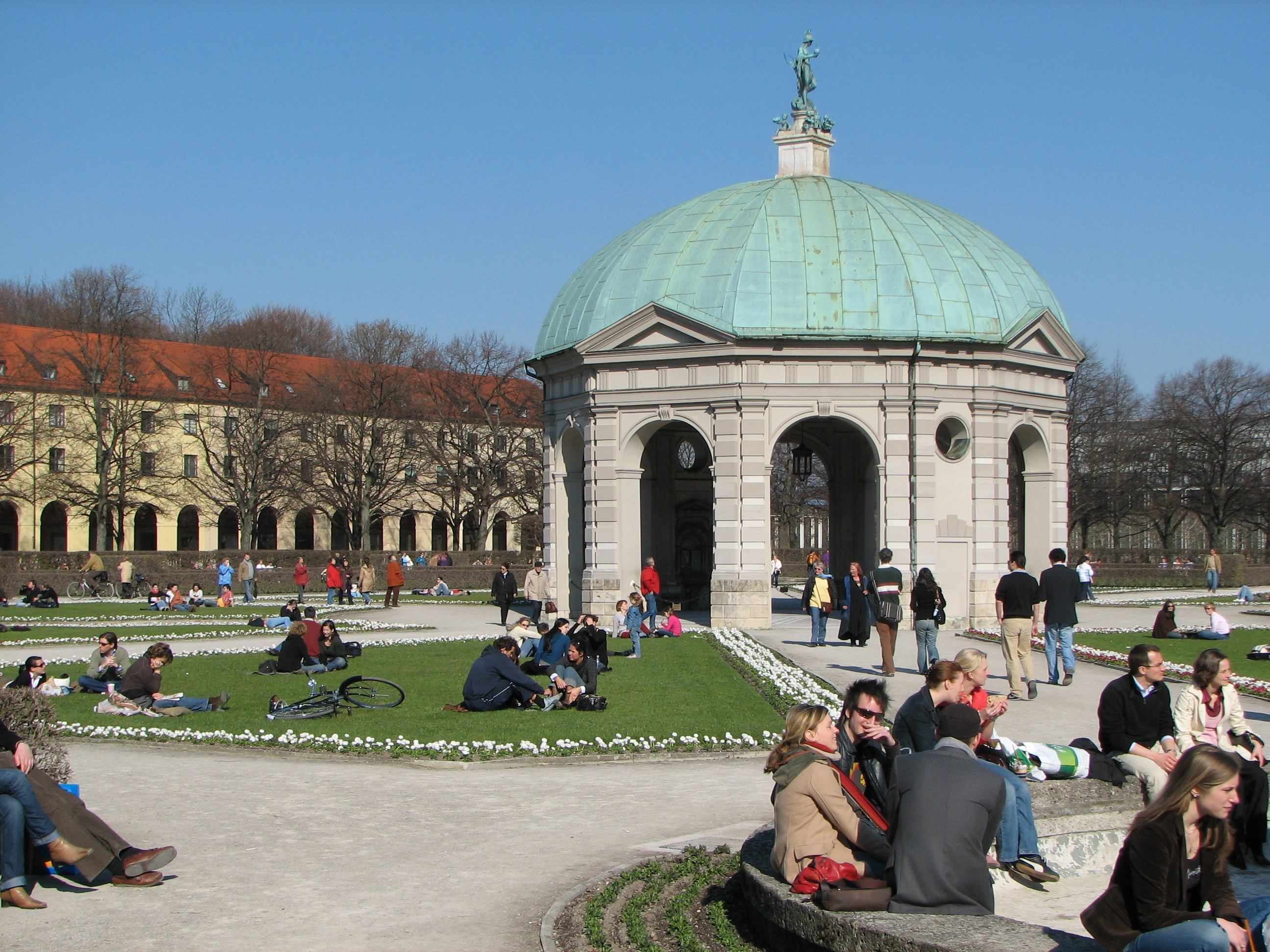
ディアナ園亭外観

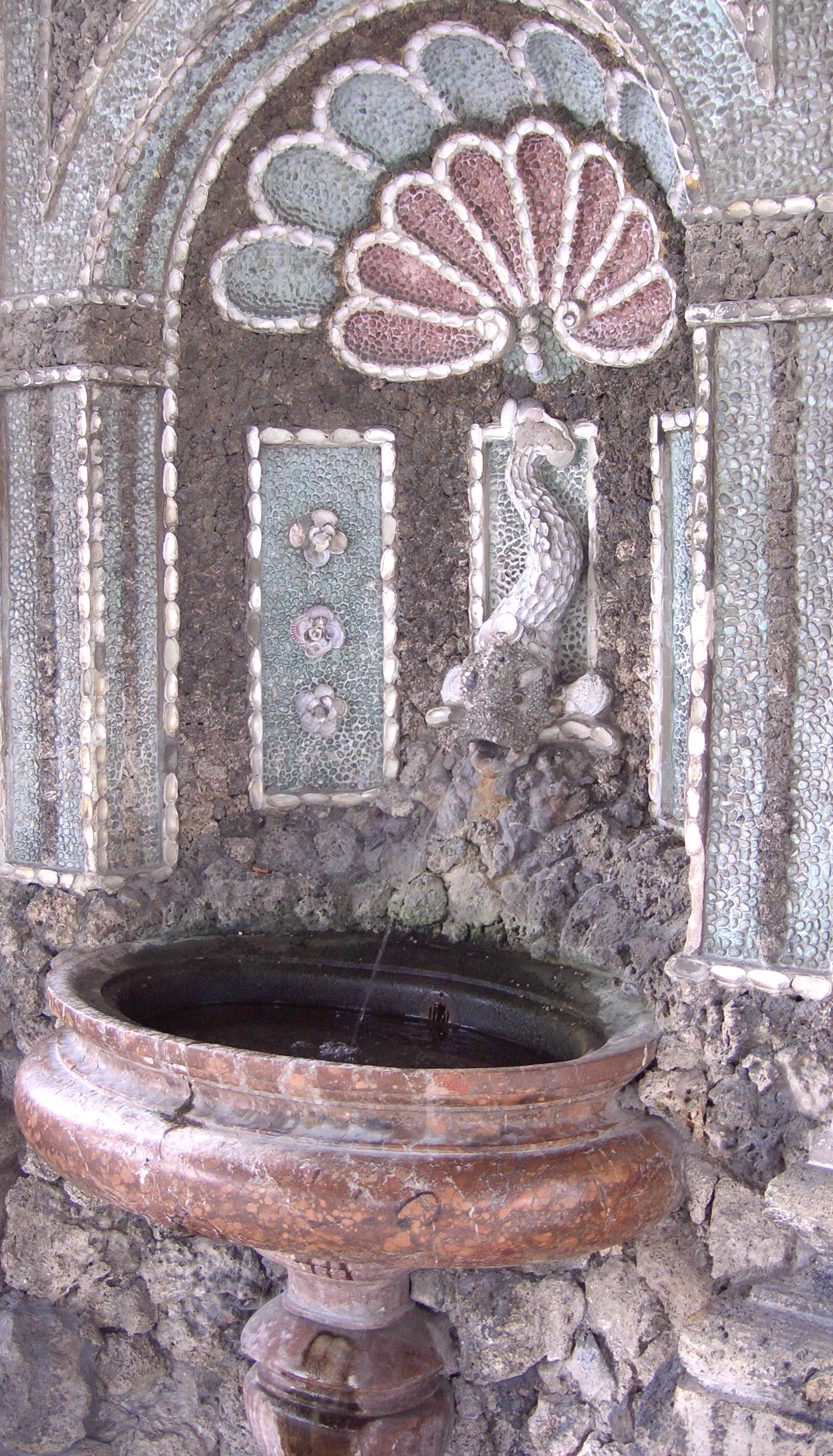
園亭の壁泉。上部に二枚貝の装飾がうかがえる。

庭園の中心には、ディアナ園亭というルネサンス様式の小さな円形の東屋がある。園亭の名は、ローマ神話における月の女神ディアナにちなんでいる。建物は老ハインリヒ・シェーンの手による設計である考えられており、1613年に始まった造園工事のなか、1615年に完成している。
園亭の屋根には、バウァリアの有名なブロンズ像を戴いている。これは、ハンス・クルンパーによる1594年作の像を、フーベルト・ゲルハルトが1623年に複製したものであり、バイエルンの豊饒の象徴である。この像のオリジナルは現在、ミュンヘン宮殿内の宮廷博物館皇帝広間に収められている。
園亭内部には二枚貝の装飾が施された4つの壁泉がしつらえてあり、アンドレ・ジッドの小説『地の糧』の中に登場もしている。
今日では、園亭でコンサートが開催されたり、ダンサーが集って演技を見せたり、ストリートミュージシャンが演奏したりして、庭園を訪れる人を楽しませている。

### 園内の道
庭園内には、中心の園亭の8つのアーチ構造を延長するようにして、放射状に8本の小径がのびている。

### 白バラ運動碑
庭園の北東の隅には、四角い御影石の碑が置かれている。これは、ミュンヘン大学の一部の学生がヒトラー政権に対する非暴力抵抗運動を行って処刑された白バラ学生運動に対するものである。

## 庭園とその周縁
ホーフガルテンの2辺にはアーケードが築かれており、北のアーケードにはドイツ映画博物館が入り、西のアーケードにはペーター・フォン・コルネリウスによるフレスコ画にヴィッテルスバッハ家の歴史絵物語が描かれている。北西の新興住宅区画には、1822年（もしくは1826年）に建てられた商業施設「バザールゲボイデ」がある。これは、以前は社交会館として用いられていたものである。ホーフガルテン南側にはミュンヘン宮殿のファサードがあり、東端にはバイエルン州政府内閣官房が建っている。この官房の中央ドームは、第二次世界大戦によって破壊されたバイエルン軍事博物館の一部であった。博物館の建物自体は甚大な被害を受けていたが、奇跡的に破壊をまぬがれたドームが再利用され、左右にガラス張りの翼棟を新たに増築して1993年に官房として落成した。軍事博物館のあった土地は、1807年から1905年までの間は、王宮庭園付兵営が置かれていた。1920年代以来、ホーフガルテン東端にはミュンヘン戦争記念碑が建てられている。
最寄り駅は地下鉄のオデオンスプラッツ駅で、庭園のすぐ西にある。

## 文学作品での言及
- アンドレ・ジッドの『地の糧』で、ディアナ園亭の壁泉が描かれている。
- T・S・エリオットの詩「荒地」にこの庭園が登場する。